# Francisco Puente
Francisco Javier Puente Núñez (México D. F., 3 de diciembre de 1980) es un escritor mexicano, autor de obras de diversos géneros literarios: poesía, narrativa, dramaturgia y guion, entre las que destacan Señorita del puerto, La novela de la inundación, Para Ana y el Escuadrón 201. En la página de la editorial entre líneas aparece una sucinta biografía ficticia característica del autor, al menos en su ejercicio narrativo.Página entre líneas. En México podemos encontrar obras suyas (cuento) en las antologías Fantasiofrenia ("El mendigo") y Paso al frente ("Huyendo al fin"). En Cuba podemos encontrar publicado el cuento  "Ciudad B. a... de ... de 2..." en la Antología de criaturas mágicas —disponible también en línea.
Es fundador de la revista poética Hápax poético, que está disponible en Internet y de la que son miembros los poetas: Gustavo Enrique Orozco, Katia Palacios, José Hipólito, Martha Leticia Martínez de León, Gilberto Castrejón, Poncho Grande, Alicia Quiñones, Einar Salcedo, Luisa Valado, Marcos García Caballero, Anuar Zúñiga Naime, Sergio Loo, Andrés Márquez y Gustavo Cuando.
En entrevista radiofónica con motivo de uno de sus libros (17 de octubre de 2016, RTQ -Radio y Televisión Querétaro-), reveló que ha estado escribiendo y publicando bajo un pseudónimo una columna en la ciudad de Querétaro. Aunque no quiso revelar en qué medio hacía este ejercicio, declaró que tocaba desde temas culturales, económicos y políticos. Dijo que no pensaba volver a escribir o publicar con su nombre hasta haber consolidado su nueva fasceta empresarial que nada tiene que ver con la literatura. 
En esa misma entrevista se habló de su nueva fase como empresario, relacionado con su otro campo de estudios: la arquitectura, y mencionó el nombre de su empresa: Grupo Puente Arquitectos. Dijo que está haciendo un esfuerzo por contar historias a través de lo que construye... "un narrar del espacio y en el espacio mismo". "Es como llevar la arquitectura al terreno de lo tridimensional, para que cuando se habite un espacio, las historias que allí sucedan se cuenten solas al momento de transitar en la cuarta dimensión, en el transcurso de meses o años", -comentó.
En otra entrevista radiofónica en RTQ, vía telefónica en el año 2018, comentó que había dejado de comentar en medios escritos desde que veía que AMLO ganaría la presidencia y que llevaba tiempo montando 3 empresas distintas en USA, una de ellas en el mismo ramo de arquitectura: llamada Premium Commercial Remodeling. y otra llamada Premium Residential Remodeling. En esa misa conversación se burló de que la Secretaría de Cultura de Puebla había usado sus datos para su cuenta de Twitter el 3 de diciembre, sin verificarlos primero. También mencionó los otros dos nombres de las empresas de USA.

## Obras

### Poesía
- Tormentos, pasiones y delirios.
- Señorita del puerto y otros poemas.[4]
- Poemas sueltos.

### Cuento
- Ciudad B.
- Ciudad B a ... de ... de 2....[5]

### Novela
- La novela de la inundación.
- Para Ana.

### Guion (televisión)
- Infarto, programa de TV Azteca.
- Lo que la gente cuenta, programa de TV Azteca.
- Línea corporal, programa de Televisa.
- Asgaard, programa de TV Azteca.

### Guion (cine)
- Amor al estilo México.

- Escuadrón 201.[6]

- Skybound. Coescrita con George Bano.

### Guion (varios)
- Caja de Banxico video institucional.

- Fábrica de Banxico video institucional.

- ONU-PNUD video institucional.

## Premios y publicaciones
- Premio y publicación por el cuento “El Mendigo”. Ed. As de Corazones Rotos. 2003.
- Premio y publicación del cuento “Ciudad B. a... de ... de 2...”. Publicado en la revista cubana Dos Islas, Dos mares... Posterior publicación en la Antología de criaturas mágicas.[5]
- Publicación de poemas en la revista Isla Negra en los número 177, 178 y 179.
- Publicación de artículos y reseñas en Milenio diario, El Financiero, Periódico Parlamento, Sol de mediodía (OEM), Revista Puntual, revista Pathos-Ethos, blog de difusión de AMEHM AC y revista Armas.